# Tanums distrikt
Tanums distrikt är ett distrikt i Tanums kommun och Västra Götalands län. 
Distriktet ligger vid kusten, i och omkring Tanumshede.

## Tidigare administrativ tillhörighet
Distriktet inrättades 2016 och utgörs av socknen Tanum i Tanums kommun.
Området motsvarar den omfattning Tanums församling hade vid årsskiftet 1999/2000.